# Meligethes lugubris
Meligethes lugubris är en skalbaggsart som beskrevs av Sturm 1845. Meligethes lugubris ingår i släktet Meligethes, och familjen glansbaggar. Enligt den svenska rödlistan är arten sårbar i Sverige. Arten förekommer på Öland och Götaland. Artens livsmiljö är jordbrukslandskap, havsstränder, stadsmiljö.